# Nguyễn Xuân Phong
Nguyễn Xuân Phong (4 tháng 2 năm 1936 – 29 tháng 7 năm 2017) là chính khách và nhà ngoại giao Việt Nam Cộng hòa, từng giữ chức Ủy viên Lao động, Ủy viên Xã hội, Tổng trưởng Bộ Chiêu hồi, Trưởng đoàn đàm phán tại Paris và Quốc vụ khanh đặc trách Hòa đàm Việt Nam Cộng hòa.

## Tiểu sử

### Thân thế và học vấn
Nguyễn Xuân Phong sinh ngày 4 tháng 2 năm 1936 tại huyện Vĩnh Lợi, tỉnh Bạc Liêu, Nam Kỳ, Liên bang Đông Dương.:615
Năm 1948, ông được gia đình cho sang Pháp du học. Năm 1952, tốt nghiệp trung học phổ thông tại Pháp xong, ông bèn qua Anh học tiếp để rồi lấy được bằng Cử nhân Khoa học tại Viện Pháp ngữ Vương quốc Liên hiệp Anh ở Luân Đôn.:615 Năm 1956, ông tốt nghiệp Trường Thương mại Quốc tế Luân Đôn. Năm 1959, ông tốt nghiệp Khoa Kinh tế và Chính trị học Đại học Oxford.:615 Sau khi về nước, ông làm nhân viên tư vấn về vấn đề lao động cho Công ty Xăng dầu Esso từ năm 1960 đến năm 1965.:615

### Sự nghiệp chính trị và ngoại giao
Ngày 19 tháng 6 năm 1965, ông được bổ nhiệm làm Ủy viên Lao động trong nội các chiến tranh Nguyễn Cao Kỳ.:615 Giữa năm 1966, ông thôi chức tại Bộ Lao động để chuyển sang làm phụ tá cho tướng Kỳ với chức danh Ủy viên Phụ tá Chủ tịch Ủy ban Hành pháp Trung ương. Ít lâu sau ông có dịp tháp tùng hai tướng Thiệu–Kỳ tham dự Hội nghị Thượng đỉnh Manila vào cuối tháng 10 năm đó, nhờ chuyến đi này mà tên tuổi ông được nhiều người trong và ngoài nước biết đến. Ngày 18 tháng 11 cùng năm, ông bỏ chức phụ tá để về đảm nhận chức Ủy viên Xã hội trong nội các chiến tranh cải tổ.
Sau cuộc tuyển cử năm 1967, ông trở thành Tổng trưởng Bộ Chiêu hồi trong nội các Nguyễn Văn Lộc, tại nhiệm được khoảng một năm thì ông từ chức chuyển sang hoạt động ngoại giao. Từ năm 1968 cho đến năm 1973, ông là thành viên phái đoàn Việt Nam Cộng hòa tại Paris với tư cách là Phó Trưởng đoàn và Đại sứ Phạm Đăng Lâm làm Trưởng đoàn, mục đích của phái đoàn này là đàm phán hòa bình với đại diện Mặt trận Dân tộc Giải phóng miền Nam Việt Nam và Việt Nam Dân chủ Cộng hòa.
Đầu năm 1973 cho đến giữa năm 1974, ông thay thế Phạm Đăng Lâm lên làm Trưởng đoàn Việt Nam Cộng hòa cùng Phó Thủ tướng Nguyễn Lưu Viên tham dự Hội nghị La Celle Saint Cloud để thảo luận về việc thi hành Hiệp định Paris 1973 nhưng không có kết quả. Sau hội nghị lần này, ông chọn ở lại bên Pháp để tiếp tục hoàn thành nốt sứ mệnh ngoại giao cho đến tận cuối tháng 4 năm 1975.
Ngày 14 tháng 4 năm 1975, ông nhận lời làm Quốc vụ Khanh đặc trách Hòa đàm trong nội các Nguyễn Bá Cẩn, nhằm thương thuyết với đại diện Cộng hòa miền Nam Việt Nam về việc ngừng bắn và thành lập chính phủ liên hiệp giữa hai bên nhưng không thành công. Ngày 25 tháng 4, ông đáp chuyến bay từ Paris trở về Sài Gòn gặp Tổng thống Trần Văn Hương để bàn về giải pháp cứu nguy cho miền Nam trước tình cảnh thủ đô đang bị bao vây tứ phía. Dù vậy, ông vẫn từ chối lời mời di tản của Đại sứ Mỹ Graham Martin và chấp nhận ở lại trong nước cho đến những giờ phút cuối cùng của chính thể Việt Nam Cộng hòa.

### Sau 30 tháng 4 năm 1975
Sau biến cố 30 tháng 4 năm 1975, ông bị chính quyền mới đưa đi học tập cải tạo cho đến đầu thập niên 1980 mới được trả tự do. Về nhà ông đi dạy tiếng Anh kiếm sống qua ngày mãi cho đến đầu thập niên 2000 mới được phép xuất cảnh sang Mỹ định cư.
Ông qua đời tại Clermont, Florida, Hoa Kỳ vào ngày 29 tháng 7 năm 2017.

## Tác phẩm
- Hope and Vanquished Reality (tạm dịch: Hy vọng và thực tế tan hoang)[14]

## Vinh danh
- Chương Mỹ Bội Tinh Đệ Nhất Hạng[6]:615